# Rue de Neuilly (Clichy)
Pour les articles homonymes, voir Rue de Neuilly.
La rue de Neuilly est une voie publique de la commune de Clichy, dans le département français des Hauts-de-Seine.

## Situation et accès

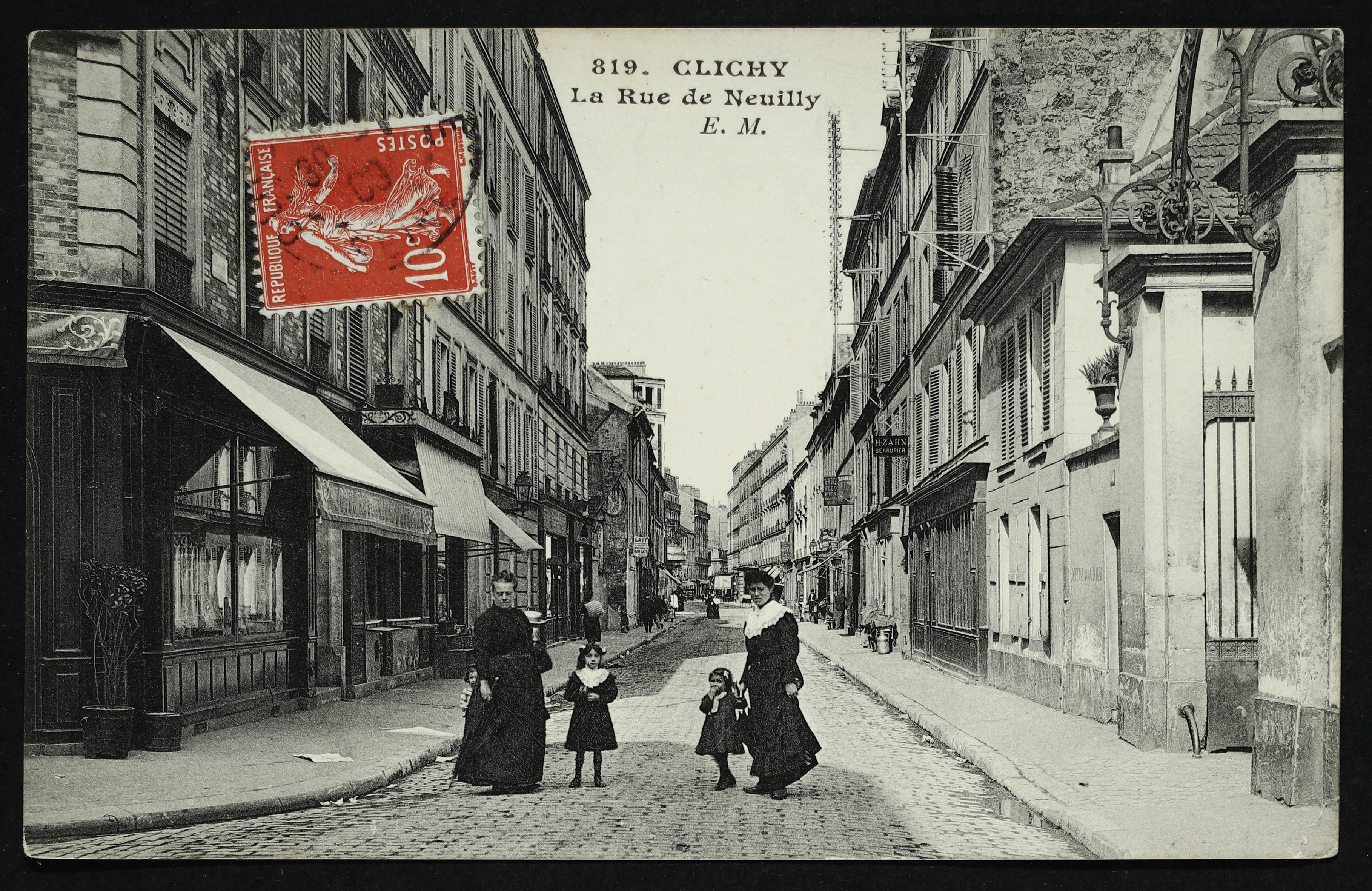
Clichy-la-Garenne - La rue de Neuilly vers 1910.

La rue, située dans le cœur historique de la ville, commence dans l'axe de la rue Paul-Vaillant-Couturier de Levallois-Perret, à la limite communale située dans le tunnel passant sous la Ligne de Paris-Saint-Lazare à Saint-Germain-en-Laye, qui offre un accès piétonnier à la gare de Clichy - Levallois.
Après avoir longé les voies du Technicentre de Paris-Saint-Lazare, elle croise la rue de Paris, et se transforme en rue piétonnière au niveau de la place du Marché où elle rencontre le boulevard Jean-Jaurès, où elle est prolongée par la rue Villeneuve.

## Origine du nom

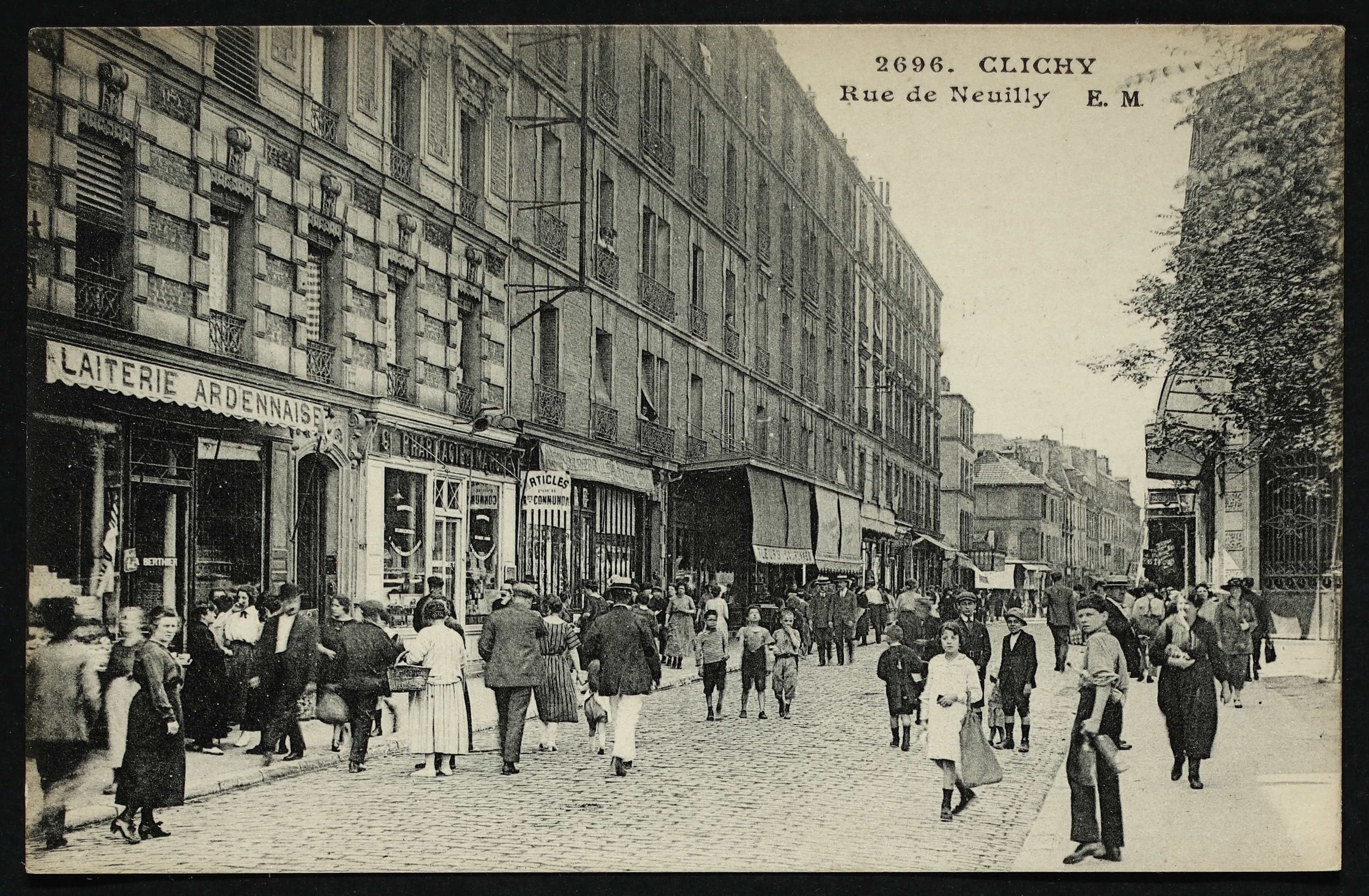
Carte postale de la rue de Neuilly.

Cette ancienne voie départementale désormais municipalisée forme le chemin le plus direct vers le centre de Neuilly-sur-Seine.

## Historique

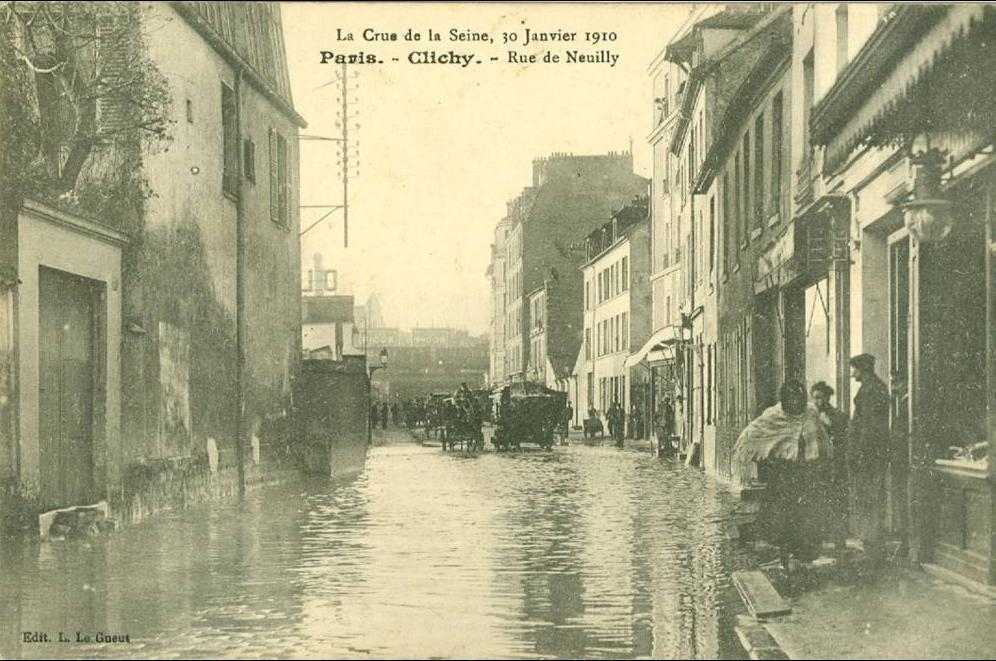
La rue de Neuilly pendant la crue de la Seine de 1910.

Son ancien nom était « chemin de La Planchette », du nom du lieu dit La Planchette, et d'un domaine, qui se trouve le long du même axe dans la direction de Levallois.

## Bâtiments remarquables et lieux de mémoire

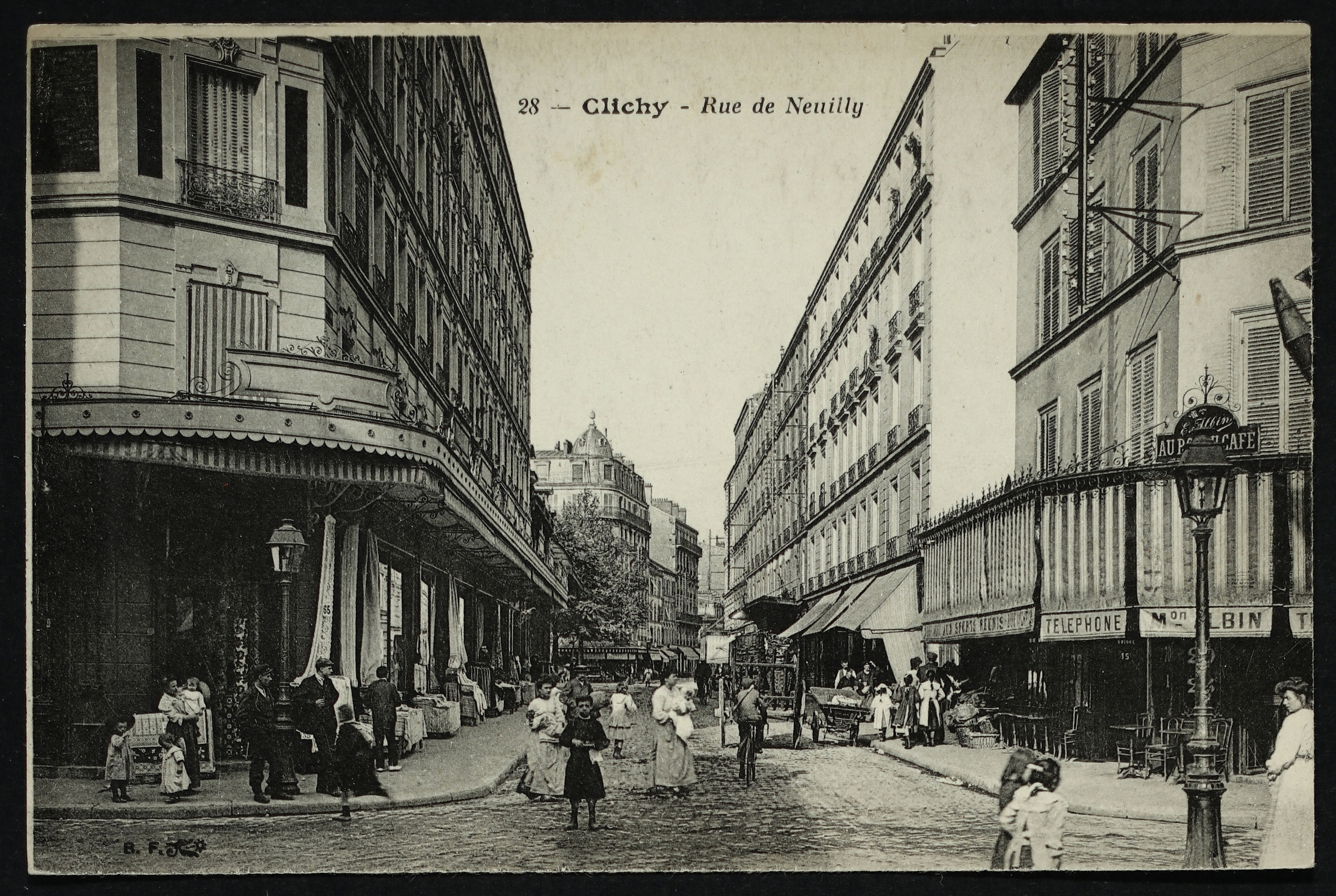
Carte postale - Clichy-la-Garenne - Rue de Neuilly, début du XXe siècle.

- Au no 38, se trouve un abri souterrain destiné à protéger les populations des bombardements de la seconde guerre mondiale[7].
- Au no 43, se trouvait une manufacture de plombs de chasse créée en 1823, dont la technique de fabrication consistait à faire tomber du plomb fondu du haut d'une tour « en charpente extrêmement élevée »[8]. Elle ferma cependant en 1830.
- Technicentre de Paris-St-Lazare.
- Marché de Clichy, inauguré le 11 avril 1897[9].
- Un lavoir existant encore au début du XXe siècle, mais aujourd'hui disparu.